# Pilektuak Island
Pilektuak Island – niezamieszkana wyspa w Cieśninie Davisa, w Archipelagu Arktycznym, w regionie Qikiqtaaluk, na terytorium Nunavut, w Kanadzie. W pobliżu Pilektuak Island położone są wyspy: Rock Island (12 km), Nudlung Island (15,3 km), Kekertaluk Island (15,9 km), Satigsun Island (26,1 km) i Nedlukseak Island (38 km).